# HD 19525
HD 19525，又名BD+07 478，SAO 111002、HR 942，是一颗恒星，视星等为6.28，位于銀經170.83，銀緯-41.3，其B1900.0坐标为赤經3h 3m 17.3s，赤緯+8° -41.3′ 8″。